# مریم هاشمی
مریم هاشمی (زادهً ۱۳۷۰ در کرمانشاه) ووشوکار و از اعضای سپاه پاسداران انقلاب اسلامی اهل ایران است. او ۵ مدال طلا در مسابقات ووشو قهرمانی جهان دریافت کرده است. در ۱۷ مرداد ۱۳۹۹، طبق اعلام رسمی کمیته ضد دوپینگ فدراسیون جهانی ووشو، تست دوپینگ هاشمی در مسابقات قهرمانی ووشو جهان ۲۰۱۹ در چین، مثبت اعلام شد. وی از سوی فدراسیون جهانی ووشو موظف شد که مدال طلای خود را بازگرداند.

## زندگی ورزشی
مریم هاشمی متولد سال ۱۳۷۰ در کرمانشاه است. از کودکی ووشو و ورزش‌های رزمی را آغاز کرد. وی در مسابقات داخلی چندین مرتبه شرکت کرد و مقام‌های مختلف و قهرمانی کشور را در کارنامه دارد.

## اهدای مدال به خامنه‌ای

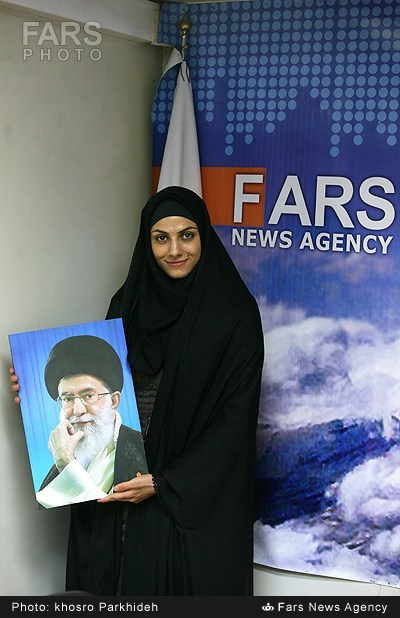
مریم هاشمی با تصویری از سید علی خامنه‌ای، اردیبهشت ۱۳۹۳

این ووشوکار کرمانشاهی مدال جهانی ۲۰۱۳ مالزی را به سیدعلی خامنه‌ای تقدیم کرد. او همچنین مدال طلای مسابقات جهانی ۲۰۱۹ شانگهای را نیز به رهبر جمهوری اسلامی تقدیم کرد.

هاشمی مهر ۱۳۹۰ در حسینیه ثارالله سپاه پاسداران کرمانشاه دربارهٔ حجاب اسلامی در مسابقات جهانی گفت:
«ورزشکاران مصر و ترکیه که شاید حجاب برایشان اهمیت نداشت وقتی دیدند که بانوان ایران به راحتی قهرمان شدند خواستند لباس‌های ما را امتحان کنند که چطور است.»

## دوپینگ
در ۱۷ مرداد ۱۳۹۹، طبق اعلام رسمی کمیته ضد دوپینگ فدراسیون جهانی ووشو، تست دوپینگ مریم هاشمی در مسابقات قهرمانی ووشو جهان ۲۰۱۹ در چین، مثبت اعلام شد. وی از سوی فدراسیون جهانی ووشو موظف شد که مدال طلای خود را بازگرداند؛ همان مدالی که به سید علی خامنه ای تقدیم کرده بود!‌  او همچنین ۴ سال از حضور در مسابقات رسمی محروم شد.